# EULEX Kosovo
La mission EULEX Kosovo, ou European Union Rule of Law Mission in Kosovo (Mission « état de droit » de l’Union européenne au Kosovo), est une mission civile menée par l'Union européenne dans le cadre de la politique de sécurité et de défense commune (PSDC), qui vise à promouvoir l'État de droit au Kosovo. Elle a été mise en place en décembre 2008, à la suite de la décision, 2008/124/PESC du 4 février 2008 et à la proclamation de l'indépendance du Kosovo en février 2008, et reste dans le cadre et sous l'autorité de la mission d'administration intérimaire des Nations unies au Kosovo (MINUK) établie selon la résolution 1244/1999 du Conseil de sécurité des Nations unies, dont EULEX a pris le relais dans les questions liées à l'état de droit. 
Les domaines de compétence de EULEX sont les questions de justice, de police et de douanes. 
EULEX reste neutre par rapport à la question du statut du Kosovo. En janvier 2019, à la suite d'une décision du 8 juin 2018, la mission EULEX a été dépourvue de son pouvoir exécutif, à l'exception de quelques compétences résiduelles. En effet, entre juin et décembre 2018, la mission a procédé au transfert de ses dossiers judiciaires et de police aux autorités kosovares. 

## Soupçon de corruption
Le 27 octobre 2014, le journaliste d’investigation Vehbi Kajtazi publie une série d’enquêtes dans le quotidien Koha Ditore, concernant des supposés cas de corruptions de certains membres d'EULEX. Précédemment, en mai 2012, la procureure britannique Maria Bamieh, qui était jusqu'au mois d'octobre 2014, la chef de l'unité chargée des crimes financiers, avait mené une enquête sur l’affaire Ilir Tolaj, un conseiller du ministère de la Santé du Kosovo, accusé de corruption à grande échelle. Durant ces écoutes téléphoniques, Maria Bamieh découvre par hasard que le magistrat italien Francesco Florit, chef du collège des juges d’Eulex, aurait empoché la somme de 300 000 euros pour relâcher un suspect accusé de meurtre.  Après avoir alerté sa hiérarchie, Maria Bamieh aurait fait l’objet d’une insidieuse campagne de dénigrement et de provocations racistes au sein même de la mission. À la suite du manque de réaction de sa hiérarchie, Maria Bamieh prend contact avec le quotidien Koha Ditore pour divulguer ses informations, qui aura pour conséquence qu'elle fut mise à pied et accusée d’avoir violé ses obligations de réserve, en transmettant des documents confidentiels au journaliste kosovar Vehbi Kajtazi. Maria Bamieh et Vehbi Kajtazi feront un démenti, en précisant que les documents visés se trouvaient dans le domaine public. À la suite de ces divulgations, une conférence de presse a lieu le 30 octobre 2014, avec le chef de la mission EULEX, Gabriele Meucci, et le chef par intérim du Bureau de l'UE au Kosovo, Tom Gnocchi, pour s'exprimer au sujet de ces allégations, et deux semaines plus tard, la chef de la diplomatie européenne, Federica Mogherini, nomme le 13 novembre 2014 le juriste français, Jean-Paul Jacqué, pour mener une enquête indépendante au Kosovo.

## Bilan
Le Centre for European Policy Studies (CEPS) a publié une étude en mai 2019 pour faire un bilan de la mission européenne. Selon le Think-tank, EULEX Kosovo a eu un « succès limité » et sa réputation est « douteuse » du fait d'accusation de corruption.

## Sources